# أنتوني دودلي
أنتوني دودلي (بالإنجليزية: Anthony Dudley)‏ (3 يناير 1996 بمانشستر في المملكة المتحدة - ) هو لاعب كرة قدم بريطاني في مركز الهجوم. لعب مع ماكليسفيلد تاون ونادي بوري ونادي جيزيلي ‏.

## وصلات خارجية
- أنتوني دودلي على موقع قاعدة بيانات كرة القدم.إي يو (الإنجليزية)
- أنتوني دودلي على موقع Soccerbase.com (لاعب) (الإنجليزية)
- أنتوني دودلي على موقع Soccerway.com (الإنجليزية)